# Etienne Mermer
Etienne Mermer (26 de enero de 1977) es un exfutbolista vanuatuense que jugaba como delantero y actual entrenador de la selección de Vanuatu. En su carrera como jugador obtuvo cinco títulos con el Tafea y dos con el Manu Ura de la Polinesia Francesa. Con la selección de Vanuatu ganó dos medallas de bronce en los Juegos del Pacífico, además de participar en cuatro ediciones de la Copa de las Naciones de la OFC.

## Carrera

### Como jugador
Comenzó a jugar al fútbol en el Nipikinamu, un club participante del sistema de ligas de Port Vila, la capital de Vanuatu, en 1998. Para afrontar la temporada 2001, el Tafea FC lo contrató y con dicho club Mermer logró su primer título, el de la liga nacional vanuatuense. Sin embargo, volvió en 2002 al Nipikinamu. Sus buenas actuaciones lo llevaron a ser fichado por el Mitchelton FC australiano, donde se desempeñó entre 2003 y 2004. Regresó a Vanuatu en 2005 para lograr la liga local con el Tafea FC dos veces más. Entre 2006 y 2008 tuvo un paso por el AS Manu Ura de la Polinesia Francesa y regresó al Tafea, donde se retiró en 2011.

#### Selección nacional
Representó 29 veces a Vanuatu y marcó 14 goles. Jugó la Copa de las Naciones de la OFC en los años 1998, 2002, 2004 y 2008, y ganó además la medalla de bronce en los Juegos del Pacífico en 2003 y 2007.

### Como entrenador
En 2012 fue contratado por la Federación de Fútbol de Vanuatu para hacerse cargo de la selección Sub-17 de cara al Campeonato Sub-17 de la OFC 2013. En 2014 pasó a dirigir al Spirit 08, en 2016 se hizo cargo del Erakor Golden Star y en 2017 tomó las riendas de la selección mayor vanuatuense.

### Clubes

#### Como futbolista
| Club                          | País               | Año         |
| ----------------------------- | ------------------ | ----------- |
| Nipikinamu                    | Vanuatu            | 1998 - 2000 |
| Tafea Football Club           | Vanuatu            | 2001        |
| Nipikinamu                    | Vanuatu            | 2002        |
| Mitchelton Football Club      | Australia          | 2003 - 2004 |
| Tafea Football Club           | Vanuatu            | 2005 - 2006 |
| Association Sportive Manu Ura | Polinesia Francesa | 2007 - 2008 |
| Tafea Football Club           | Vanuatu            | 2008 - 2011 |

#### Como entrenador
| Club               | País    | Año       |
| ------------------ | ------- | --------- |
| Vanuatu sub-17     | Vanuatu | 2012-2013 |
| Spirit 08          | Vanuatu | 2014-2016 |
| Erakor Golden Star | Vanuatu | 2016      |
| Selección nacional | Vanuatu | 2018      |
| Selección nacional | Vanuatu | 2019-2022 |
| Vanuatu sub-23     | Vanuatu | 2019-2022 |
| Selección nacional | Vanuatu | 2022-2023 |
| Vanuatu sub-23     | Vanuatu | 2022-2023 |

## Palmarés
| Título                      | Club        | País          | Año  |
| --------------------------- | ----------- | ------------- | ---- |
| Primera División de Vanuatu | Tafea FC    | Vanuatu       | 2001 |
| Primera División de Vanuatu | Tafea FC    | Vanuatu       | 2005 |
| Primera División de Vanuatu | Tafea FC    | Vanuatu       | 2006 |
| Primera División de Tahití  | AS Manu Ura | Polinesia Fr. | 2008 |
| Supercopa de Tahití         | AS Manu Ura | Polinesia Fr. | 2008 |
| Primera División de Vanuatu | Tafea FC    | Vanuatu       | 2009 |
| VFF Bred Cup                | Tafea FC    | Vanuatu       | 2009 |